# Davor - livade
Davor - livade este o arie protejată (sit de importanță comunitară — SCI) din Croația întinsă pe o suprafață de 17,52 ha, integral pe uscat.

## Localizare
Centrul sitului Davor - livade este situat la coordonatele 45°07′37″N 17°32′19″E / 45.126867°N 17.538507°E.

## Înființare
Situl Davor - livade a fost declarat sit de importanță comunitară în iulie 2013 pentru a proteja 2 specii de animale.

## Biodiversitate
Situată în ecoregiunea continentală, aria protejată nu include niciun habitat protejat.
La baza desemnării sitului se află mai multe specii protejate de  nevertebrate (2): fluturele auriu (Euphydryas aurinia), fluturele purpuriu (Lycaena dispar).